# 대산문화재단
대산문화재단은 교보생명그룹 산하의 공익재단으로, 창작문화 창달에 기여하고 국제문화교류 및 민족문화 진흥에 기여할 목적으로 1992년 12월 28일 설립되었다. 사무실은 서울특별시 종로구 종로1가 교보생명 본사 사옥에 위치해 있다. 교보생명의 광화문 글판을 주관하고 있으며, 기업재단 중에서는 거의 유일한 문학 관련 재단으로 대산문학상 등의 시상사업을 통해 국내문학 발전에 앞장서고 있다. 지난 2016년에는 국내문학 외국어번역지원 사업을 통해 한강의 '채식주의자'를 영국에 알리고, 맨부커상을 수상하는데 많은 역할을 하였다.

## 주요 사업
- 창작문화 창달
- 국제문화 교류
- 창작문화 연구지원 및 장학사업
- 기타 문화창달에 관련되는 사업